# バレーボールマダガスカル男子代表
バレーボールマダガスカル男子代表は、バレーボールの国際大会で編成されるマダガスカルの男子バレーボールナショナルチームである。
1964年に国際バレーボール連盟へ加盟。

## 過去の成績

### オリンピックの成績
- 出場なし

### 世界選手権の成績
- 出場なし

### アフリカ選手権の成績
- 1971年 - 3位
- 1976年 - 5位
- 1979年 - 3位